# Phyllomya japonica
Phyllomya japonica är en tvåvingeart som beskrevs av Hiroshi Shima 1988. Phyllomya japonica ingår i släktet Phyllomya och familjen parasitflugor. Inga underarter finns listade i Catalogue of Life.